# Mircea Cărtărescu
Mircea Cărtărescu (Bucareste, 1 de Junho de 1956) é um poeta, romancista e ensaísta romeno. É um dos autores romenos mais traduzido e premiado mundialmente.

## Biografia
Nascido em Bucareste, formou-se na Universidade de Bucareste na Faculdade de Letras, Departamento de Língua  e Literatura romena, em 1980. Entre 1980 e 1989, trabalhou como professor de língua romena e, posteriormente, trabalhou na União de Escritores e como editor na revista Caiete Critice. Em 1991, tornou-se professor na Cadeira de História Literária Romena, parte da Universidade de Bucareste, Faculdade de Letras. Desde 2010 é professor associado. Entre 1994-1995 foi professor visitante na Universidade de Amesterdão.

## Obras
A sua estreia como escritor foi em 1978, na revista România Literară.

### Poesia
- Faruri, vitrine, fotografii..., Cartea Românească, 1980 – Escritores Prémio Da União, 1980
- Poeme de amor ("Poemas de Amor"), Cartea Românească, 1982.
- Totul ("Tudo"), Cartea Românească, 1984.
- Levantul (O Levante), Cartea Românească, 1990 – Escritores Prémio da União, de 1990, publicado pela Humanitas , em 1998.
- Dragostea ("Amor"), Humanitas, 1994.
- 50 de sonete de Mircea Cărtărescu cu cincizeci de desene de Tudor Jebeleanu ("50 Sonetos por Mircea Cărtărescu Com Cinqüenta e Desenhos de Tudor Jebeleanu"), Brumar, 2003

### Prosa
- Desant '83 (volum colectiv/coleta), Cartea Românească, 1983.
- Visul ("O Sonho"), Cartea Românească, 1989 – Academia romena Prêmio, 1989; traduzido para o francês e o espanhol; União latina , indicada ao Prêmio.
  - Le rêve, Climats, 1992, ISBN 2-907563-55-6 – nomeado para o prémio Medicis (Melhor livro estrangeiro).
- Nostalgia, edição completa de "Visul", Humanitas, 1993.
  - Novas Direções Corporation Publicação, Tradução por Julian Semilian, Introdução por Andrei Codrescu 2005, ISBN 0-8112-1588-1
- Travesti, Humanitas, 1994 – Escritores Prémio da União 1994; ASPRO Prêmio de 1994; traduzido para o francês, holandês e espanhol
- Orbitor (Cegueira), vol. 1, Aripa stângă (Volume 1, "Ala Esquerda"), Humanitas, 1996
  - Gallimard, Tradução (francês) por Alain Paruit, 2002, ISBN 2-07-042265-8
- Jornal ("Diário"), Humanitas, 2001, ISBN 973-50-0095-4
  - Jornal I, 1990-1996, Humanitas, 2005, 2ª Ed., ISBN 973-50-0985-4
- Orbitor (Cegueira), vol. 2, Corpul (Volume 2, "O Corpo"), Humanitas, 2002
- Enciclopedia zmeilor (Enciclopédia dos Dragões), Humanitas, 2002
- De ce iubim femeile (Por que Amamos as Mulheres), Humanitas, 2004, ISBN 973-50-0869-6
- Jurnal II, 1997-2003, ("Diário II, 1997-2003"), Humanitas, 2005, ISBN 973-50-0986-2
- Orbitor (Cegueira), vol. 3, Aripa dreaptă (Volume 3, "Direita"), Humanitas, 2007
- Frumoasele străine (Belo Estranhos), Humanitas, 2010
- Solenóide, Humanitas, 2015

### Ensaios
- Visul quimérica (subteranele poeziei eminesciene) ("Quiméricos do Sonho – A de Metro de Eminescu da Poesia"), Litera, 1991
- Postmodernismul românesc ("romeno pós-modernismo"), Ph. D. tese, Humanitas, 1999
- Pururi tânăr, înfăşurat în pixeli ("Eternamente jovem, embrulhado em pixels"), Humanitas, 2003
- Baroane! ("Barão!"), Humanitas, 2005

### Audiolivros
- Parfumul aspru al ficţiunii ("O Áspero Fragrância de Ficção"), Humanitas, 2003

## Prémios e homenagens
- 1980 Prémio da União dos Escritores Romenos
- 1989 Prémio da Academia Romena
- 1990 Prémio da União dos Escritores Romenos, Prémio da revista Flacăra, Prémio da revista Ateneu, Prémio da revista Tomis, Prémio da revista Cuvântul
- 1992 Nomeado Le Rêve para: Prémio de Mèdicis, Prémio União Latina, Le meilleur livre étranger
- 1994 Prémio da União dos Escritores Romenos, Prémio ASPRO, Prémio da União dos Escritores Moldavos
- 1996 Prémio ASPRO, Prémio da revista Flacăra, Prémio da revista Ateneu, Prémio da revista Tomis, Prémio da revista Cuvântul
- 1997 Prémio da revista Flacăra, Prémio da revista Ateneu, Prémio da revista Tomis, Prémio da revista Cuvântul
- 1999 Candidato ao prémio da União Latina Orbitor' pela tradução francesa
- 2000 Prémio da Associação De Escritores Romenos
- 2002 Prémio ASPRO, Prémio AER
- 2006 Grande Oficial de Mérito Cultural, atribuído pela Presidência romena
- 2011 Prémio Vilenica
- 2012 Prémio Internacional de literatura "Haus der Kulturen der Welt 2012", Berlim [2]
- 2013: Spycher – Prêmio Literário Leuk, Suíça[3]
- 2013: Grande Prémio da cidade de Novi Sad - Festival Internacional de Poesia[4]
- 2014 Melhores Traduzido Prêmio do Livro, indicado para Cegar, traduzido de romeno para inglês por Sean Cotter [5]
- 2014 Premio Euskadi de Plata ao Melhor Livro de 2014 para Las Bellas Extranjeras (Frumoasele străine), traduzido do romeno para o espanhol por Mariana Ochoa de Eribe (Editorial Apetrechos)
- 2015 Prémio Leipzig do Livro para a Compreensão Europeia para Cegar [6]
- 2015 Prémio Europeu de Literatura do Estado Austríaco  [7]
- 2016 Prémio Gregor von Rezzori para Cegar" [8]
- 2018 Prémio Nacional de Poesia Mihai Eminescu [9]

## Presença em antologias
Testamento – Antologia da Moderna romeno Versículo (1850-2015) segunda edição bilingue inglês/romeno. Daniel Ionita – editor e tradutor principal, com Eva Foster, Daniel Reynaud e Rochelle Bews. Minerva Editora. Bucareste 2015. ISBN 978-973-21-1006-5